# Carlos Álvares da Silva Campos
Carlos Álvares da Silva Campos  (Paracatu, Minas Gerais 1893 - Belo Horizonte 1955) es un abogado y profesor brasilero. Estudió en la Facultad de Derecho de Río de Janeiro, donde se graduó en 1917. Regresa a Minas Gerais, donde fue elegido diputado del estado y ejerció el mandato de 1927 a 1930, cuando el movimiento revolucionario suspendió el funcionamiento del poder legislativo. A partir de entonces se dedicó al magisterio, y en 1931 fue designado profesor de la Facultad de Derecho de la Universidad de Minas Gerais.
Produjo trabajos filosóficos, por los que gana notabilidad en Brasil y en el extranjero. Se convirtió en colaborador de la Révue de Métaphysique et Morale, editada en París. 

## Obras
- Aspectos de la enseñanza en Brasil
- Vultos e perfis.
- Estudios jurídicos (Tres series).
- Trabajos parlamentarios.
- Nouveaux apports à la théorie de la connaissance
- Suum cuique Tribuere.  Belo Horizonte : Queiroz Breyner, 1932.
- Hermenéutica tradicional y derecho científico.   Belo Horizonte, 1932.  240 p.
- Programa de introducción a la ciencia del derecho.  Belo Horizonte : Faculdade de Direito, 1936.  10 p.  (Curso de bachillerato, 1º  año).
- Programa de enseñanza de derecho industrial y legislación del trabajo.  Belo Horizonte, 1936.  8 p.  (Curso de bachillerato, 5º año).
- Nota suplementaria para el estudio de Kant; algunas consideraciones sobre la “analítica” y la “dialéctica transcendental”.  Río de Janeiro : Forense, 1943.  14 p.